# Slakthusområdet

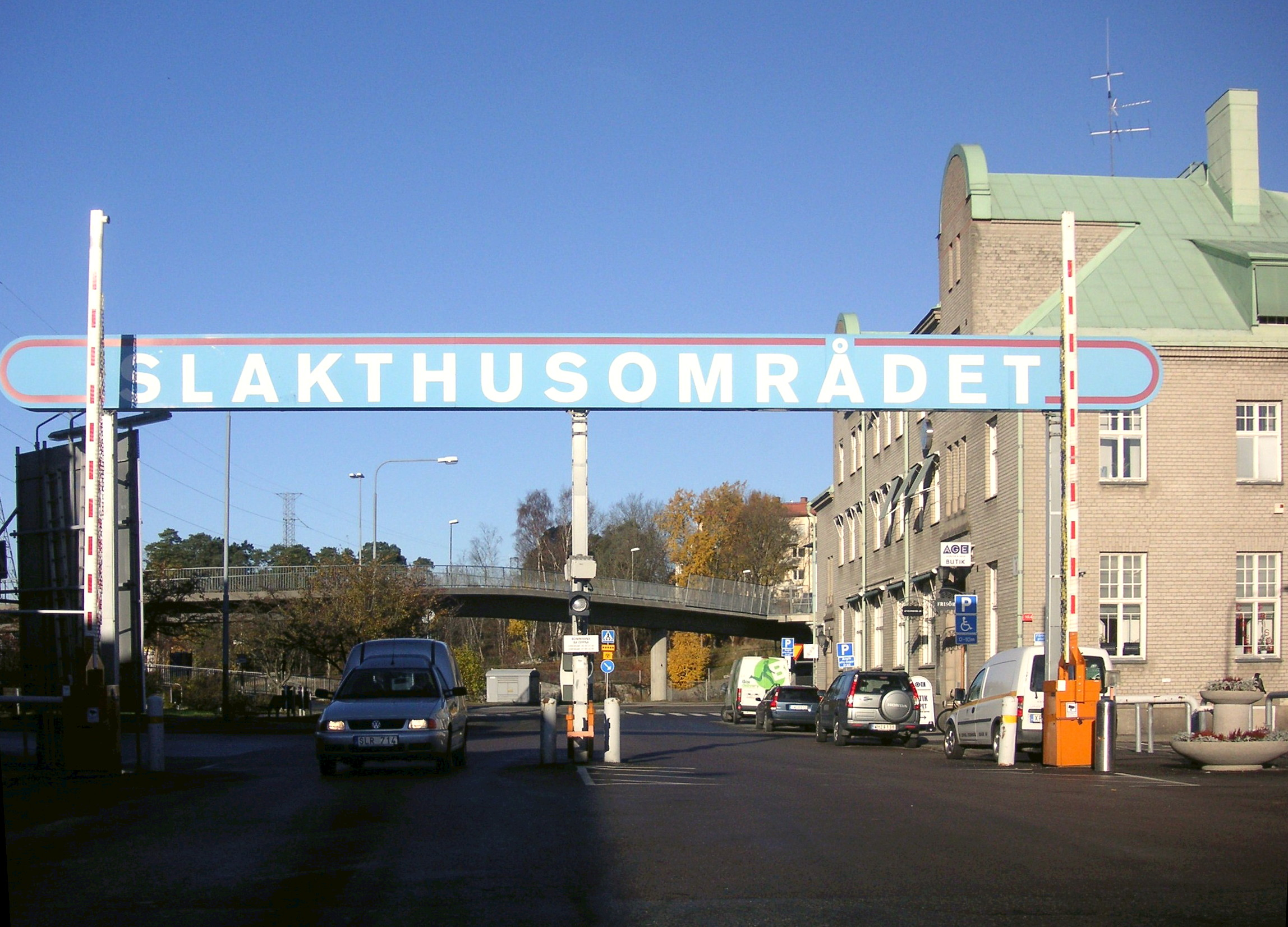
Norra infarten till Slakthusområdet i oktober 2007.

Slakthusområdet (även Enskede slakthus) är ett industriområde i stadsdelen Johanneshov i Söderort inom Stockholms kommun som invigdes i januari 1912. Området hade 2010 en storlek på cirka 300 000 m² med över 200 företag och drygt 3 500 arbetsplatser. Cirka 125 av dessa är livsmedelsföretag av olika slag. Området är en del av Stockholm stads ombyggnadsprojekt Söderstaden, och den första byggnaden revs under våren 2019.

## Historik
År 1864 avskaffades skråväsendet i svenska städer, och full näringsfrihet infördes. En bieffekt blev att myndigheterna tappade kontrollen över de slakterier som fanns i Stockholm och dess närhet. Det fanns många brister när det gällde hygien och tillsyn. Problemet diskuterades i många år. 1897 infördes Lagen angående köttbesiktning och slakthus och i samband med den väcktes tankarna på ett kommunalt slakthus i Stockholm.
| Slakthusområdets situationsplan på 1920-talet och flygfotografi över området på ett samtida vykort. |  | Slakthusområdets situationsplan på 1920-talet och flygfotografi över området på ett samtida vykort. |
| Slakthusområdets situationsplan på 1920-talet och flygfotografi över området på ett samtida vykort. |  | |

År 1904 förvärvade Stockholm stad Enskede gårds vidsträckta ägor för en kommunal utbyggnad av egnahem. 1906 beslutade man dock att här uppföra Stockholms stads slakthus för att reglera hanteringen och slakt av boskap i Stockholm. Anläggningen inrymde en rad byggnader för olika ändamål, flera utförda i en avancerad armerad betongkonstruktion med fasader i ljusgrå kalksandsten. Man uppförde bland annat stallar, kontorslokaler, kylhus, marknadshallar och ett eget vattentorn. 

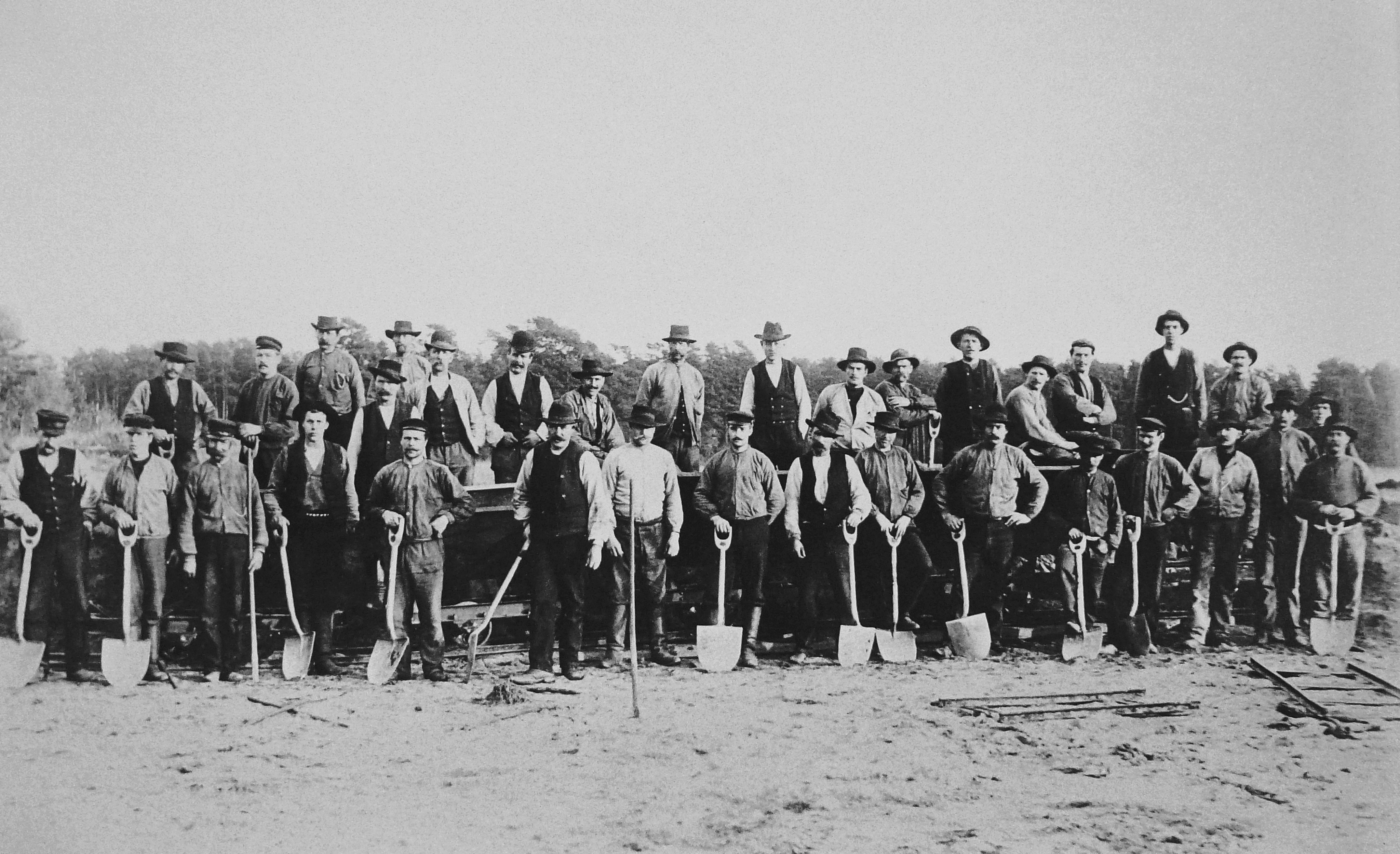
Första spadtaget 1906.

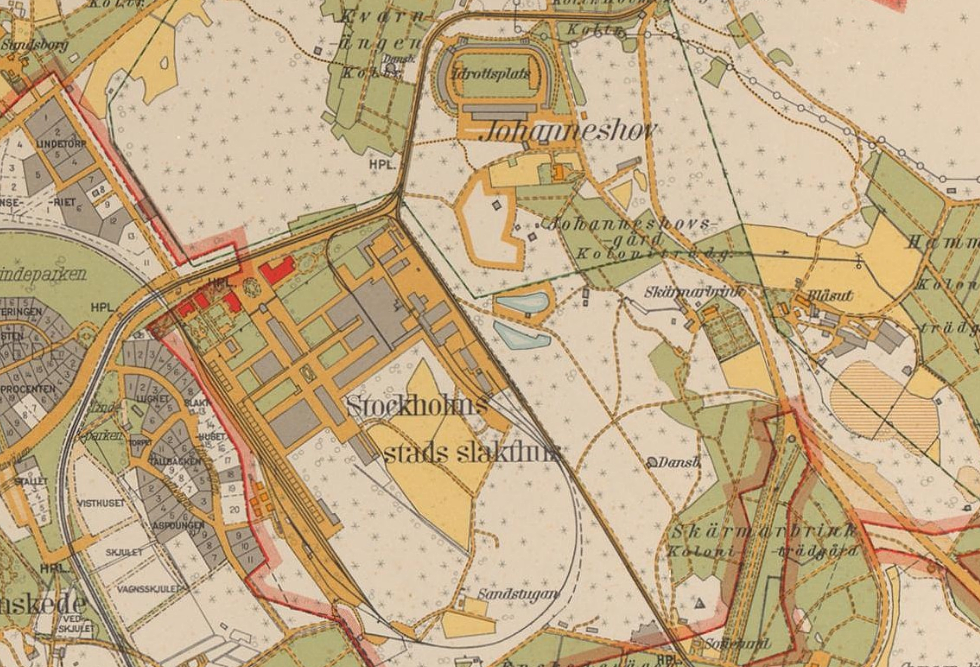
Nyuppförda "Stockholms stads slakthus" med omgivningar på 1920-talet. I övre bildkant syns Johanneshovs IP.

Totalt fanns i början ett tjugotal byggnader i norra delen av området, södra delen var reserverad som en framtida utökningsmöjlighet. Inom området anlades en oval järnvägsslinga för godstransporter som anslöts via Slakthusbanan till Västra stambanan. För persontrafiken till området anlades spårvägen Enskedebanan. Det var en för sin tid storskalig och rationell anläggning. Slakthusområdet byggdes mellan 1906 och 1912, efter ritningar av arkitekt Gustaf Wickman. Många byggnader uppfördes i jugendstil, en ovanlig byggnadsstil för industribyggnader i Sverige. Med sina enkla former är de ursprungliga byggnaderna en parallell till arkitekturen i Deutscher Werkbund.
Gustaf V invigde den 31 januari 1912 Stockholms första offentliga slakthus och från 8 februari 1912 infördes slakttvång i Stockholm, vilket innebar att all slakt skulle ske vid slakthuset. 1915 slaktades närmare 90 000 djur varav hälften var storboskap (kor och oxar). Totalt fanns detta år 249 slakterirörelser inom området, varav 25 rörelseidkare slaktade mer än 1 000 djur medan 192 slaktade mindre än 100 djur.
I början av 1930-talet fanns partihandel med kött på elva platser runtom i Stockholm, varav Centralsaluhallen i Klarakvarteren var den viktigaste. Denna splittring av handeln ändrades när den stora marknadshallen i Slakthusområdet byggdes om till partikötthall, som öppnades i oktober 1936. Därmed var första steget till större mångfald på Slakthusområdet genomfört.
I oktober 1944 fastställdes en ny stadsplan för Slakthusområdets södra del, som från början hade reserverats för en framtida utökning. Huvudvägarna "Hallvägen" och "Slakthusgatan" förlängdes söderut och kvartersnamn som "Hjälpslaktaren", "Styckmästaren", "Charkuteristen" och "Kylhuset" skapades.
På 1950- och 1960-talen utökades bebyggelsen söderut. De nya etableringarna i Slakthusområdet hade inte bara med slakt att göra utan även med köttförädling som Gudruns charkuteriindustri, Slakteri AB i Stockholm (SABIS) och Carl Larsson Slakteri AB. Även andra livsmedelsverksamheter som kafferosteri för Möller & CO AB och Schumachers storbageri kom under 1950-talet. Helsingborgs Fryshus AB uppförde ett nytt fryshus, en anläggning som senare utvidgades i flera etapper.
Istället för gråvit kalksandsten användes nu huvudsakligen gult och rött tegel för fasadgestaltningen. Här kan särskilt nämnas byggnaden i kvarteret "Charkuteristen 5" som ritades av Ralph Erskine tillsammans med sin medarbetare arkitekt Yngve Fredriksén för Möller & Co och uppfördes 1955. Husets olika funktioner är tydligt avläsbara i fasaderna, där den lägre lagerbyggnaden består av slutna tegelfasader medan en glasad kontorsbyggnad reser sig ovanför lagerbyggnaden. Glasfasaden med bröstningar av färgat fasadglas var en av de första byggnaderna i Stockholm med denna teknik. Fönstren är inte öppningsbara utan måste tvättas utifrån med en hissbar fasadkorg. Komplexet är den enda nyare byggnaden som fick en "blåmärkning" (vilket innebär det starkaste skyddet) vid Stockholms stadsmuseums inventering 2004-2007.

### Historiska bilder

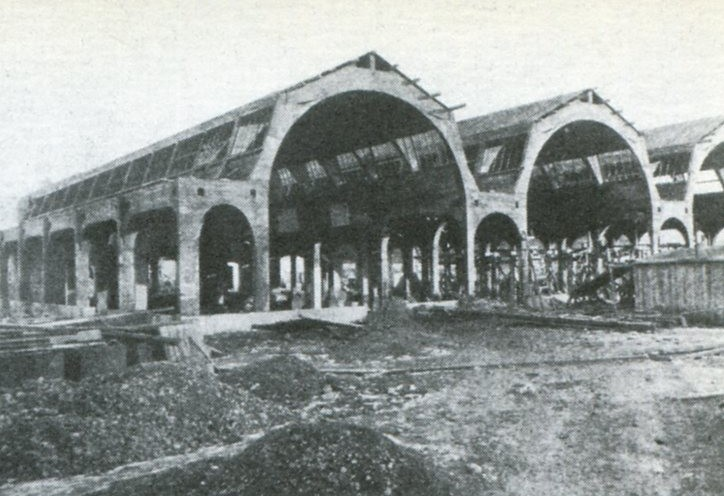
Betongstommen för marknadshallen för svin under uppförande ca 1910.
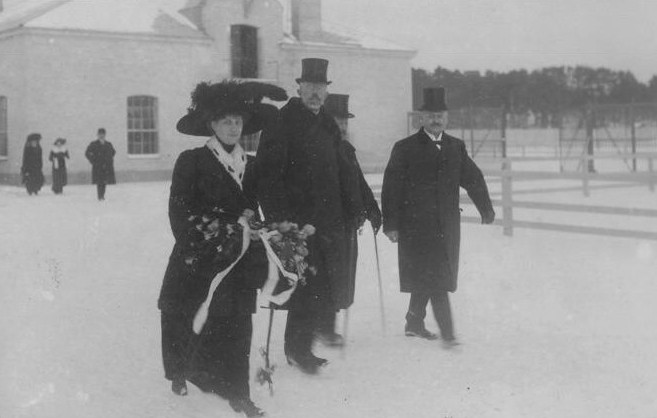
Invigning 31 januari 1912 av Gustaf V.
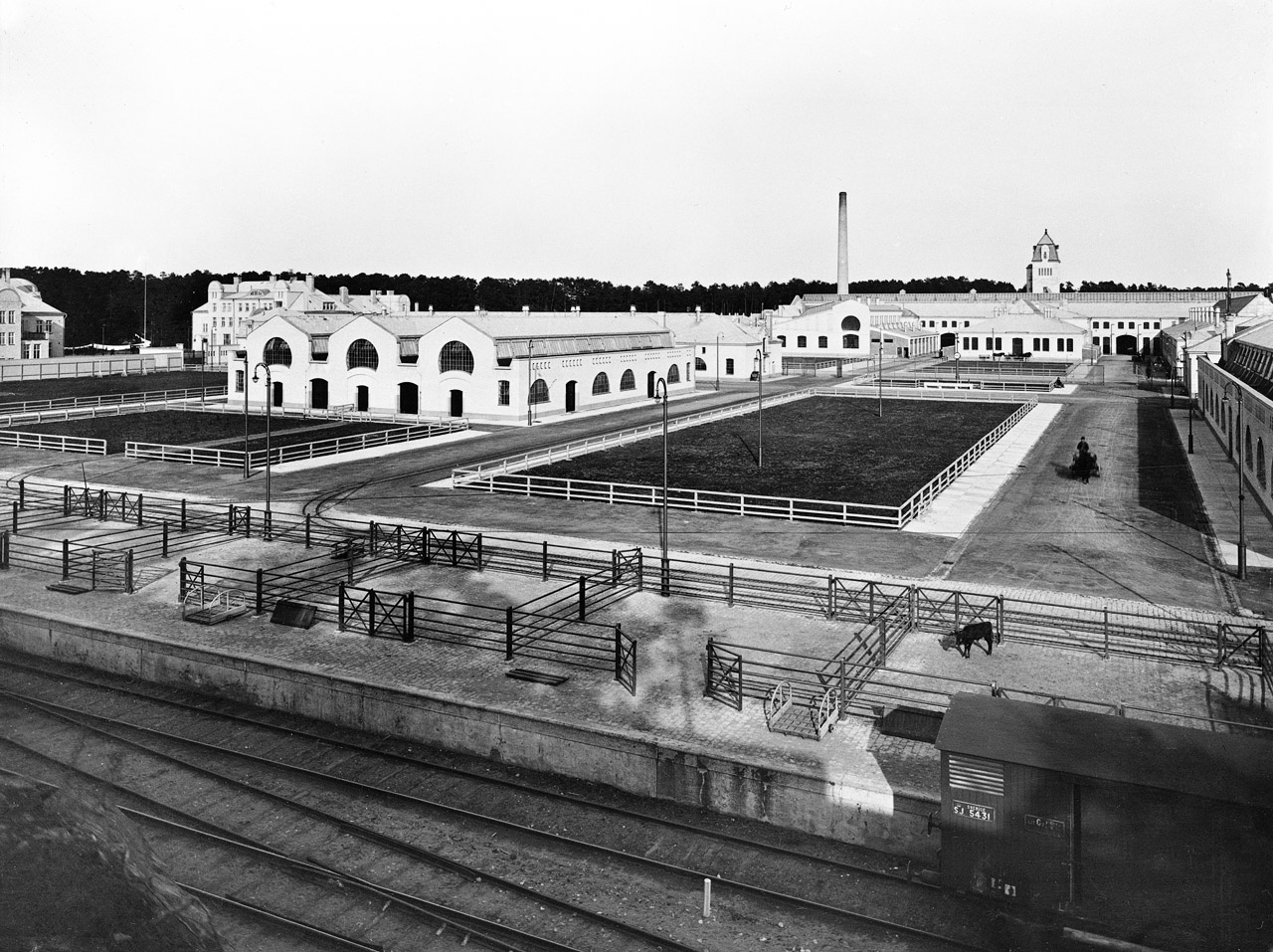
Enskede slakthus i mars 1913. Slakthusbanan syns i förgrunden.
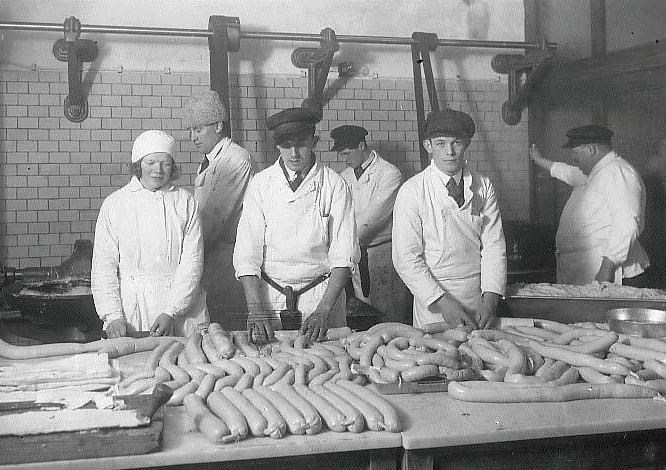
Korvstoppning på 1920-talet.
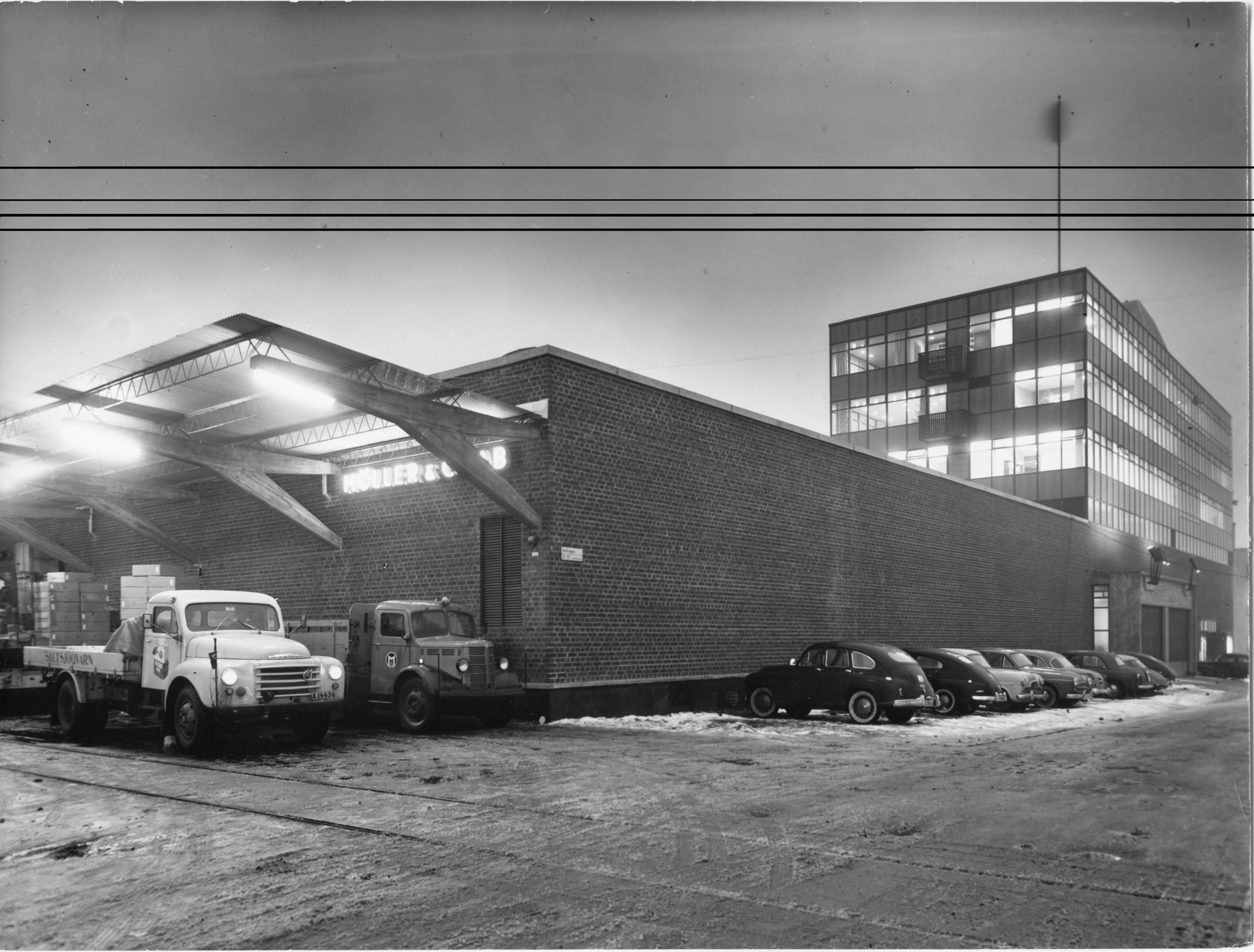
Charkuteristen 5 efter byggnation, ca 1955-56

### Byggnader i urval

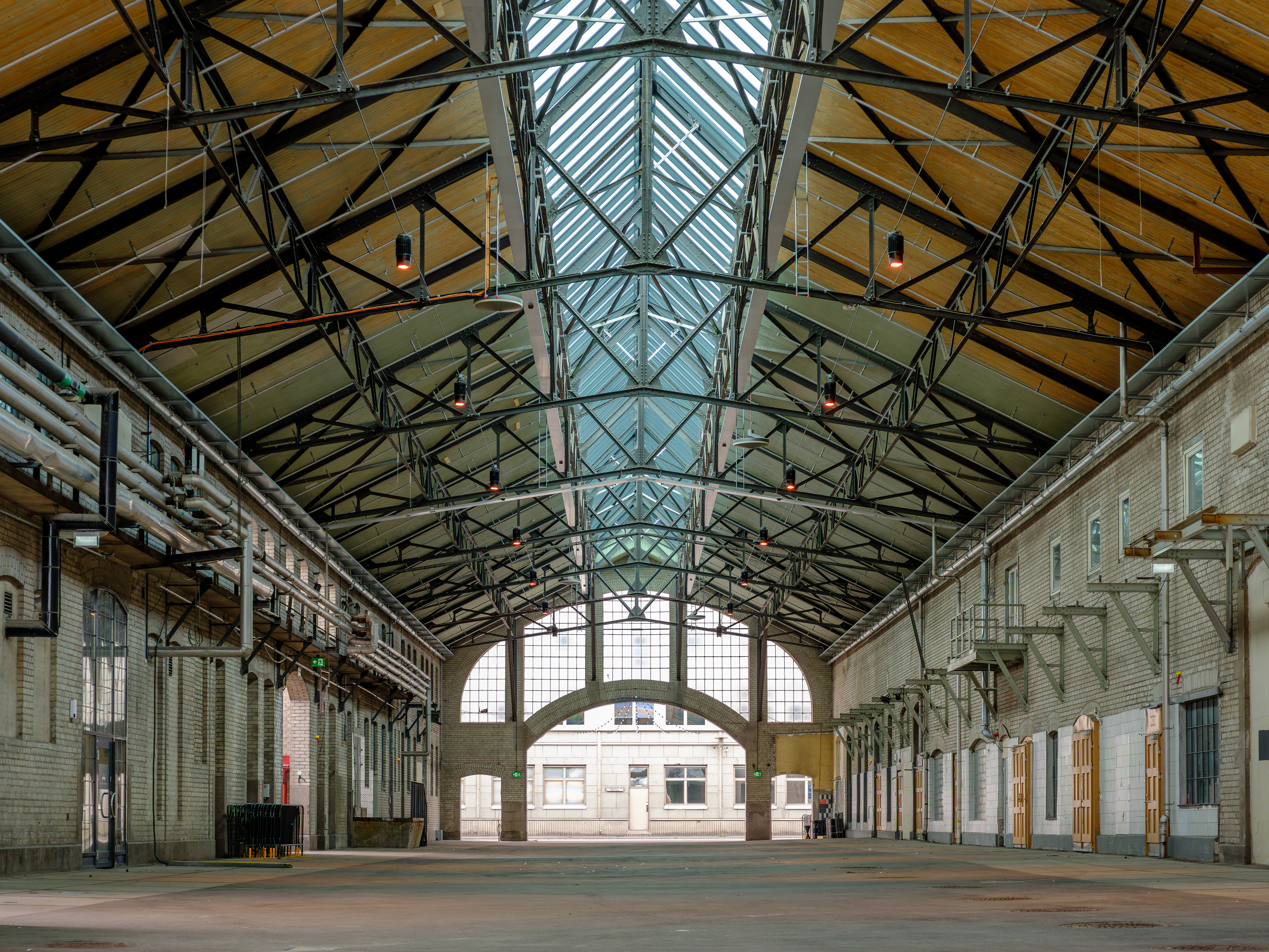
Förbindelsehallens interiör 2025.
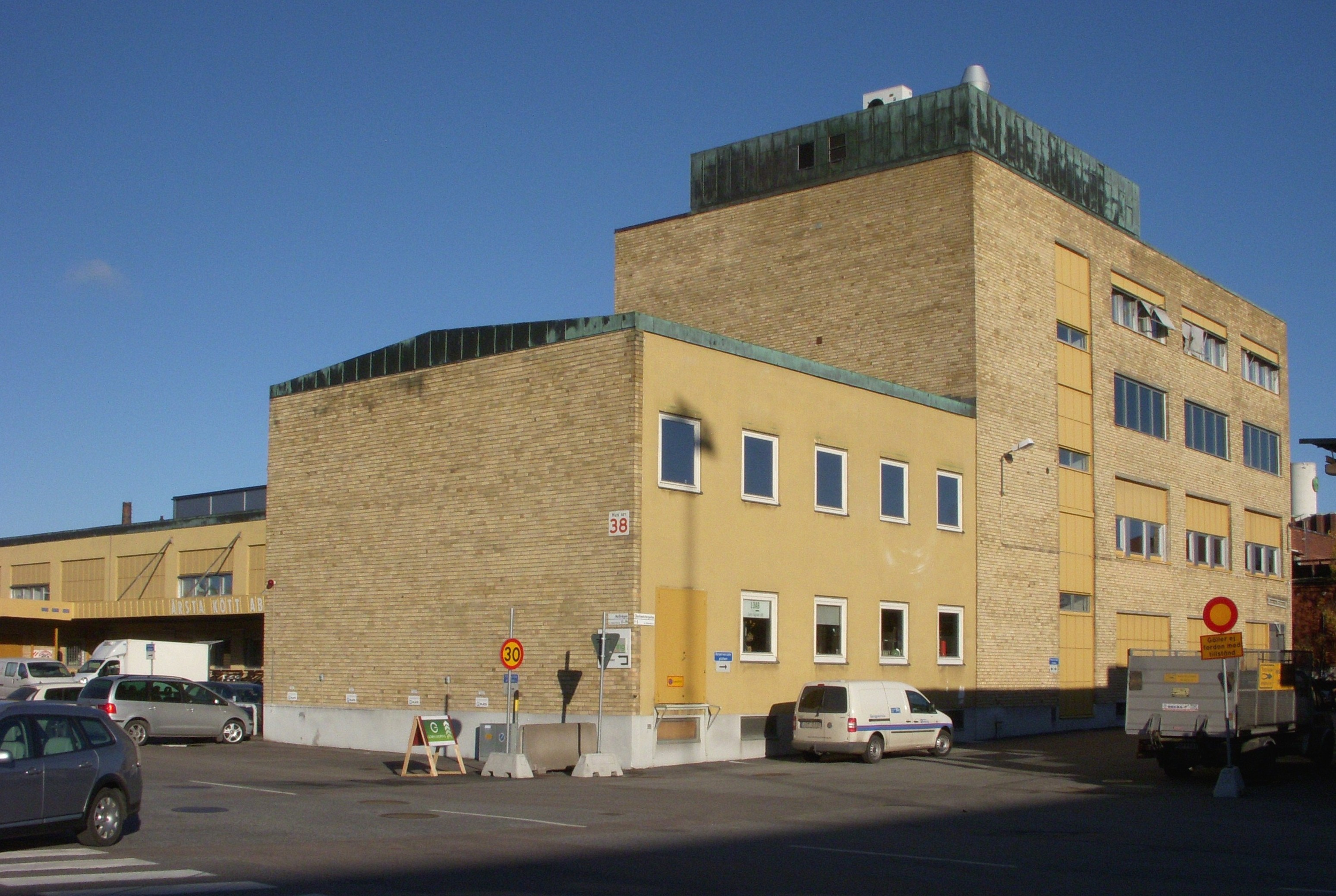
Före detta Schumachers storbageri 2010.
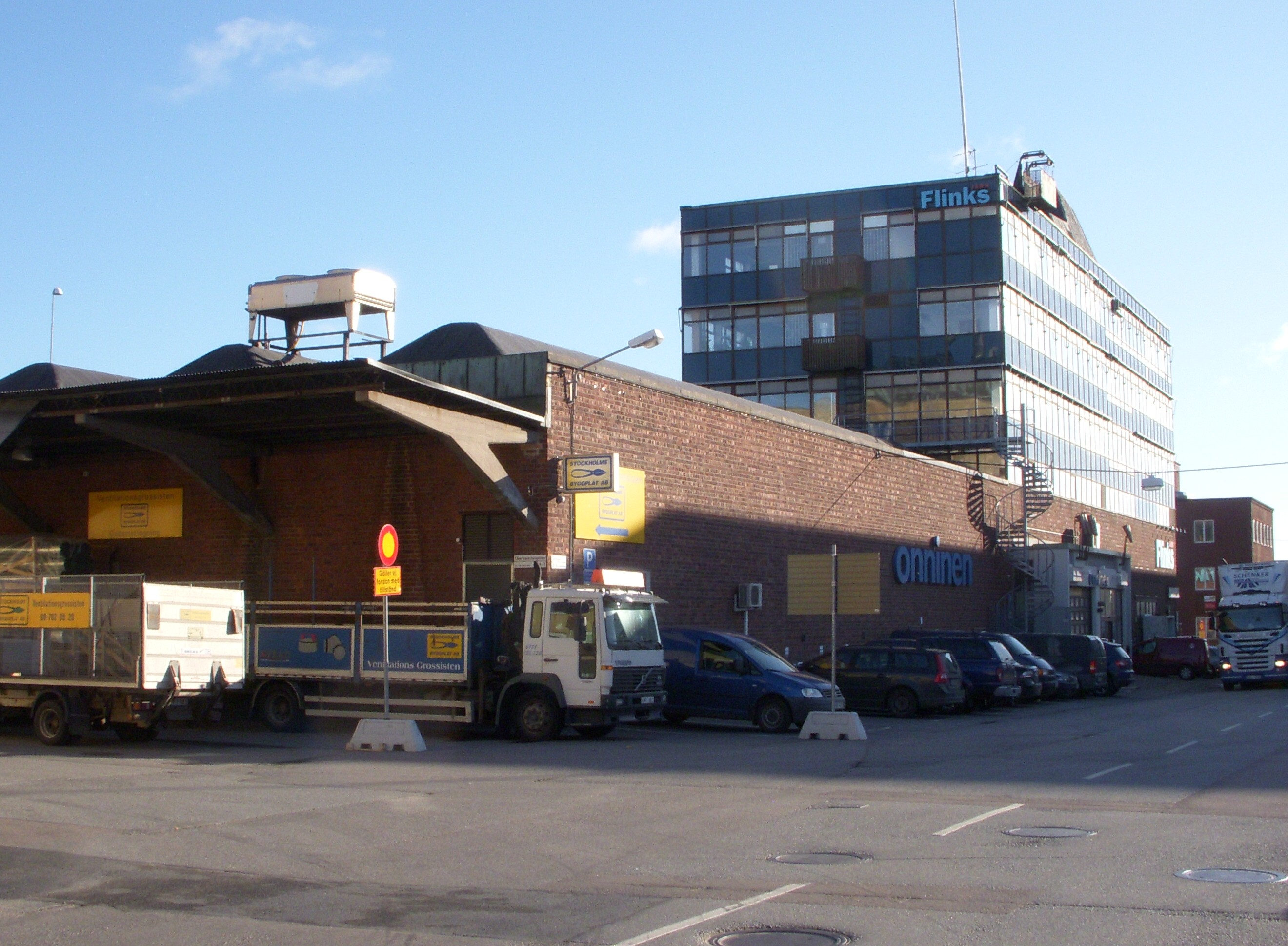
Ralph Erskines byggnad för "Möller & Co" ca 2010.
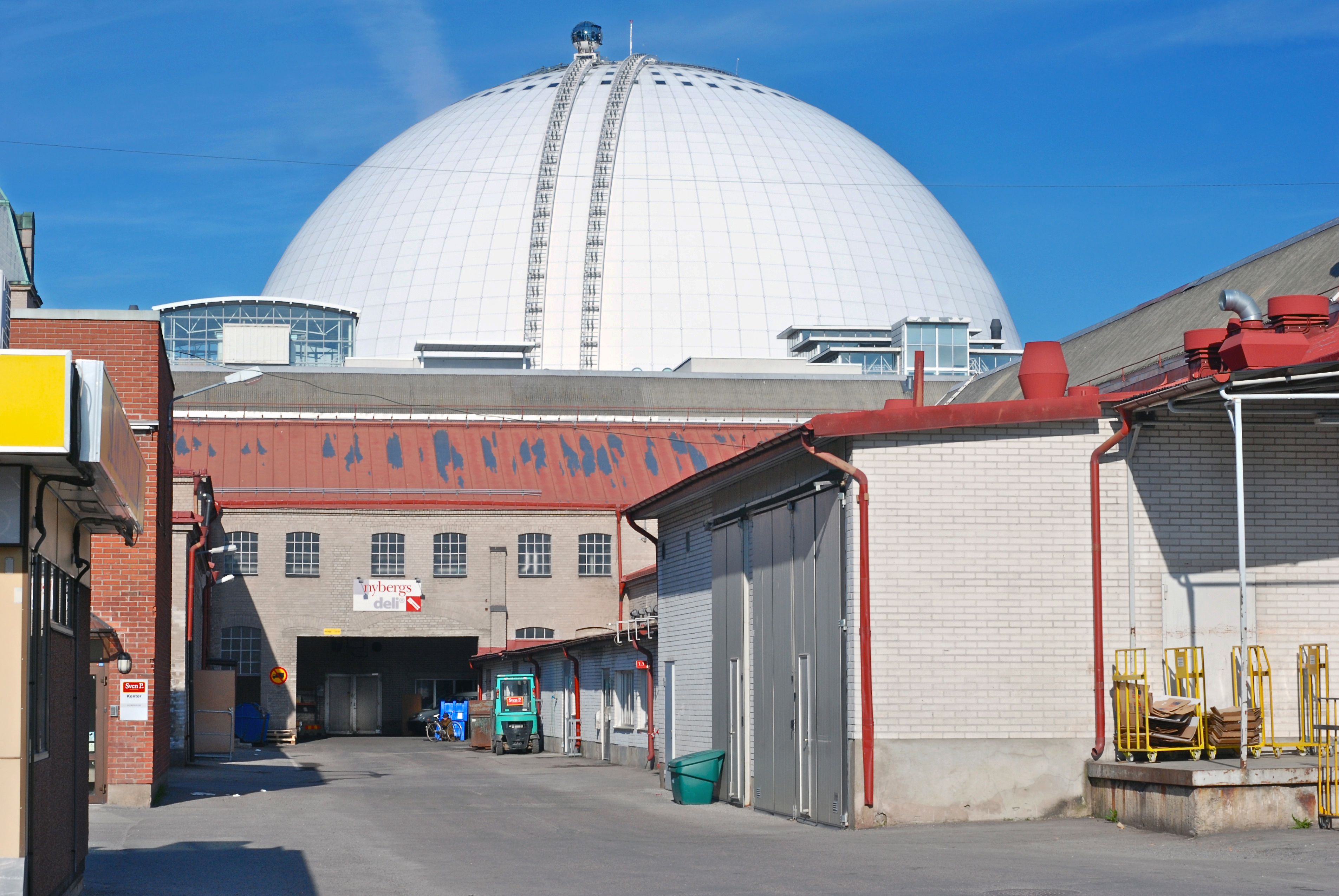
Med Globen i bakgrunden.

### Byggnadsdetaljer

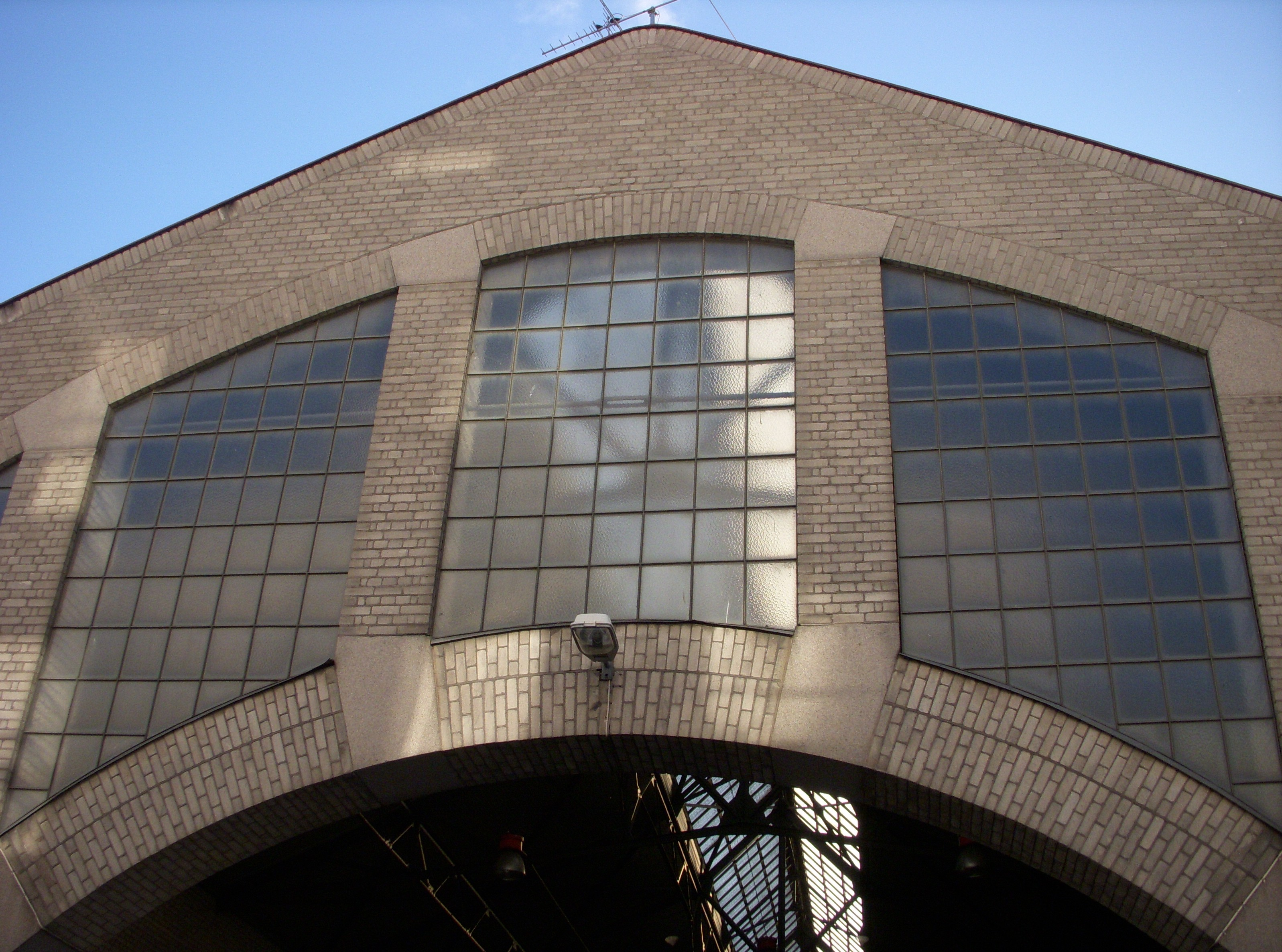
Förbindelsehallen
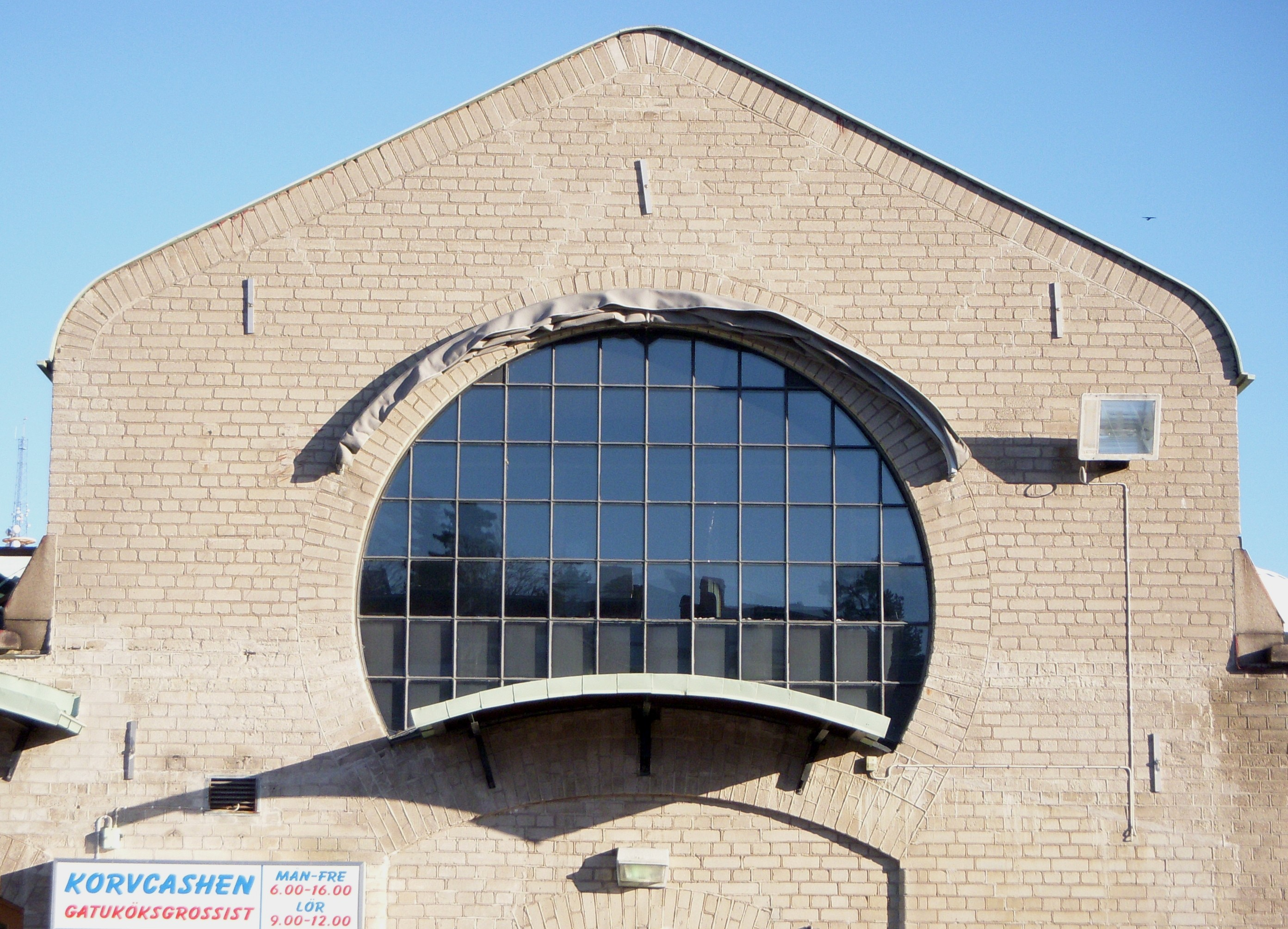
Fållan 6-8
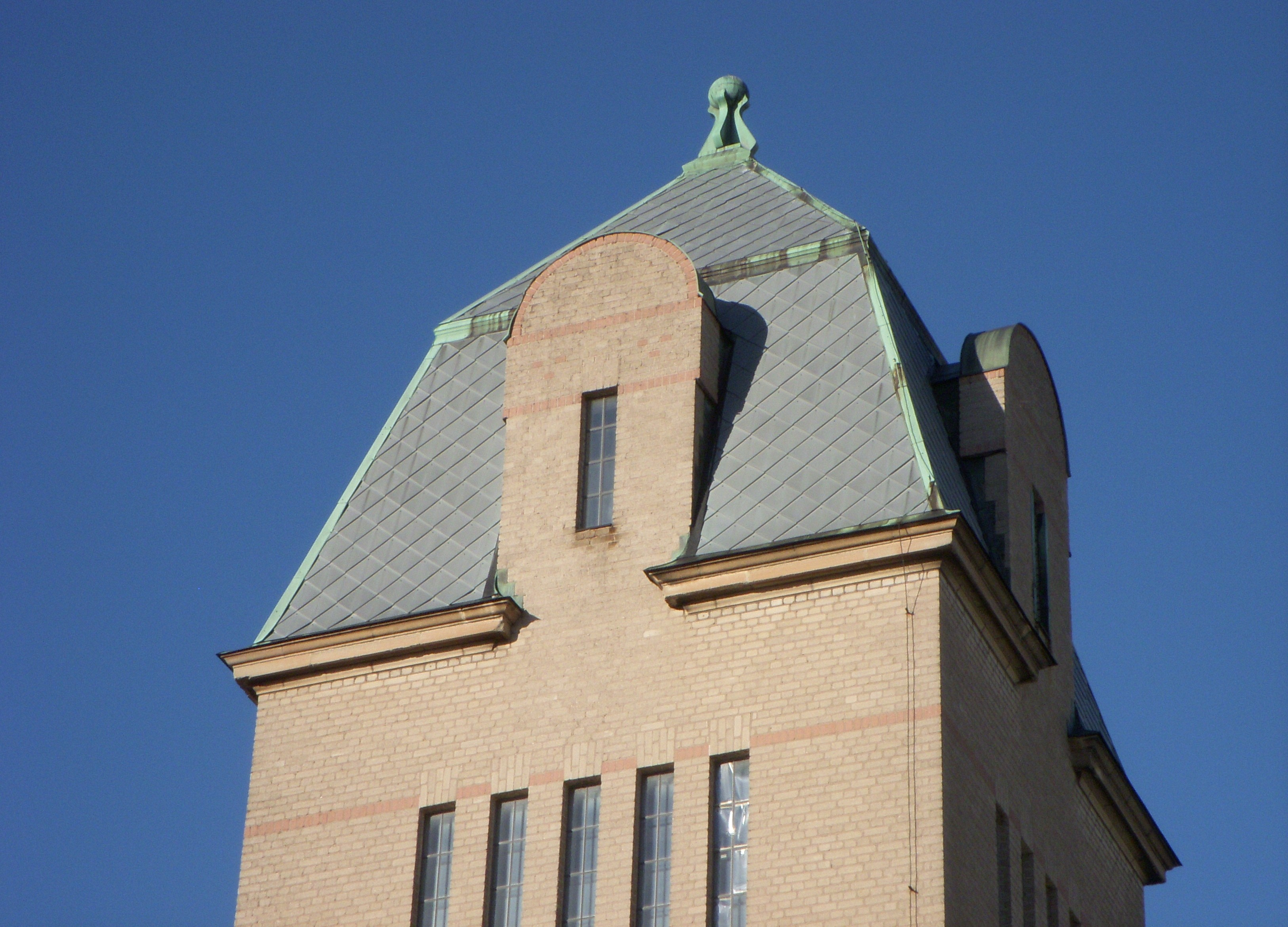
Vattentornet
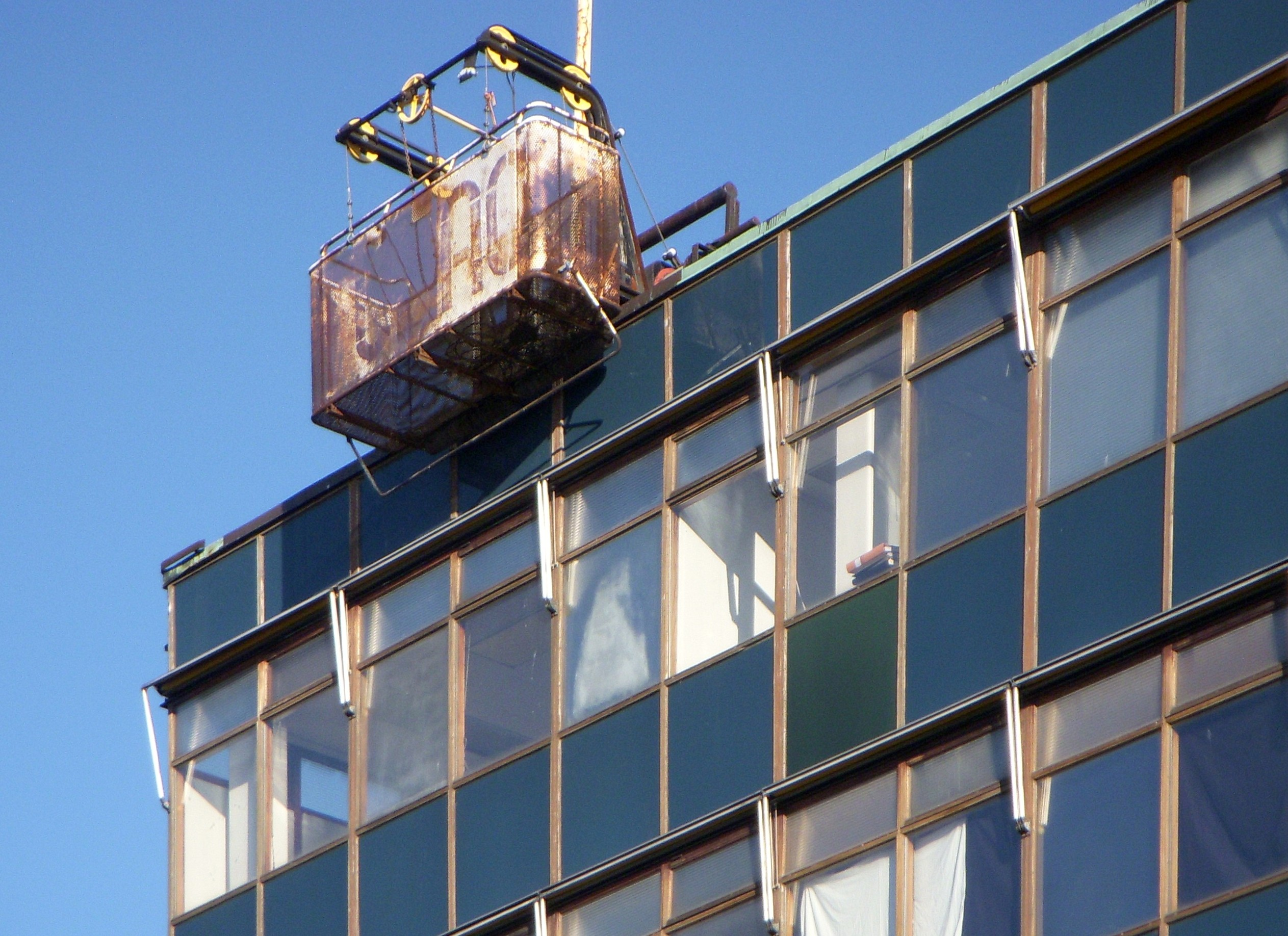
Hallvägen 21

## Byggnadsinventering
Under 2004-2007 inventerade Stockholms stadsmuseum samtliga byggnader i området uppförda före 1990. De mest värdefulla fastigheterna har getts en blåmärkning vilket innebär det starkaste skyddet och att fastighetens kulturhistoriska värde motsvarar fordringarna för byggnadsminnen i Kulturmiljölagen. Vid inventeringen gavs tolv anläggningar en blå märkning. Fyra anläggningar fick en grön märkning, det näst högsta värdet, som betyder att fastigheten är särskilt värdefull i någon mening.. 
Endast ett urval av grönmärkta anläggningar finns med i tabellen nedan.
| Bild | Benämning                                | Byggår | Arkitekt                           | Adress                                               | Kvarter & Motivering  | Märkning |
| ---- | ---------------------------------------- | ------ | ---------------------------------- | ---------------------------------------------------- | --------------------- | -------- |
|      | Gamla Börshuset                          | 1907   | Gustaf Wickman                     | Slakthusplan 3                                       | Johanneshov 1:1 hus 8 |          |
|      | Portvaktsstugan                          | 1907   | Gustaf Wickman                     | Slakthusplan 9                                       | Johanneshov 1:1 hus 7 |          |
|      | Centralslakthallen                       | 1907   | Gustaf Wickman                     | Hallvägen 9, Styckmästargatan 1 m.fl adresser        | Johanneshov 1:1 hus 1 |          |
|      | Veterinär och maskinistbostäder          | 1907   | Gustaf Wickman                     | Palmfeltsvägen 19-21                                 | Kylhuset 15 hus 6-7   |          |
|      | F.d. marknadshall för svin och småboskap | 1907   | Gustaf Wickman                     | Fållan 6-8, Livdjursgatan 5-7                        | Kylhuset 16 hus 1     |          |
|      | F.d. marknadshall för storboskap         | 1907   | Gustaf Wickman                     | Fållan 3,5,11, Kylhusgatan 8,10,12,14 m.fl           | Kylhuset 16 hus 2     |          |
|      | F.d. stallbyggnad för storboskap         | 1907   | Gustaf Wickman                     | Hallvägen 14-16, Fållan 1, Kylhusgatan 2             | Kylhuset 22           |          |
|      | F.d. hudbod                              | 1907   | Gustaf Wickman                     | Styckmästargatan 11,13, Rökerigatan 11,13            | Johanneshov 1:1 hus 6 |          |
|      | F.d. dynghus och rensstuga               | 1907   | Gustaf Wickman                     | Rökerigatan 15                                       | Johanneshov 1:1 hus 5 |          |
|      | Köttförsäljningsbyggnaden                | 1907   | Gustaf Wickman                     | Palmfeltsvägen 1                                     | Sandhagen 10          |          |
|      | Möller & Co:s byggnad                    | 1955   | Ralph Erskine och Yngve Fredriksén | Hallvägen 21,23, Charkmästargatan 2                  | Charkuteristen 5      |          |
|      | Gudruns charkuteriindustri               | 1959   | Uhlin & Malm Arkitekter            | Hallvägen 11 - Styckmästargatan 2                    | Hjälpslaktaren 2      |          |
|      | Kontors och lagerbyggnad                 | 1965   | AB Byggplanering Ragnar Wale & Co  | Slakthusgatan 9, Rökerigatan 18                      | Sandhagen 6 hus 1     |          |
|      | Stockholms äggaktiebolags byggnad        | 1960   | Elmer Husman                       | Slakthusgatan 11, Rökerigatan 20 m.fl                | Sandhagen 7 hus 1     |          |
|      | Svenska ägghandelsförbundets byggnad     | 1959   | Gunnar Öhrström                    | Slakthusgatan 13, Rökerigatan 22, Charkmästargatan 6 | Styckmästaren 3       |          |

### Områdets södra del från ovan
| Slakthusområdet sett från Globen i maj 2010. I förgrunden syns byggnaderna för Globen Shopping och längst till vänster har rivnings- och schaktarbeten för Stockholmsarenan startat. |  | Slakthusområdet sett från Globen i maj 2010. I förgrunden syns byggnaderna för Globen Shopping och längst till vänster har rivnings- och schaktarbeten för Stockholmsarenan startat. |
| Slakthusområdet sett från Globen i maj 2010. I förgrunden syns byggnaderna för Globen Shopping och längst till vänster har rivnings- och schaktarbeten för Stockholmsarenan startat. |  | |

## Framtidsplaner
Slakthusområdet ingår tillsammans med  Globenområdet, Gullmarsplan och södra Skanstull i ett stadsutvecklingsprojekt kallat Vision Söderstaden 2030. Stockholms stad planerar här för en tätare, mer funktionell, stadsmiljö som skall länkas samman med omkringliggande stadsdelar.
Gällande Slakthusområdet är det meningen att utveckla en stadsdel med plats för företag, affärer, restauranger och ca 3 000 lägenheter. Samtidigt skall Slakthusområdets tradition bevaras genom de kulturhistoriska byggnader som finns i området (se avsnitt "Byggnadsinventering"). Dessa kommer att integreras i den nya bebyggelsen. 
Byggstart med inledande rivningar var ca 2018 och projektet kan vara färdigt runt 2035.

### Tidplan
Tidplanen uppdaterad 4 april 2021.
- 2011: Utredningar av olika planeringsförutsättningar.
- 2012: Programarbete och arkitektuppdrag.
- 2013: Samråd med allmänhet och olika remissinstanser om programmet samt politisk behandling.
- 2016: Programsamråd
- 2019: Rivning av den första byggnaden
- 2020–2023: De flesta byggnader som inte ska bevaras rivs
- 2023: Första byggstart av bostäder
- 2025/2026: Första inflyttning i Slakthusområdet
- 2030: Trafikstart ny tunnelbana i området
- 2035: Slakthusområdet beräknas vara klart

### Bilder på området 2014

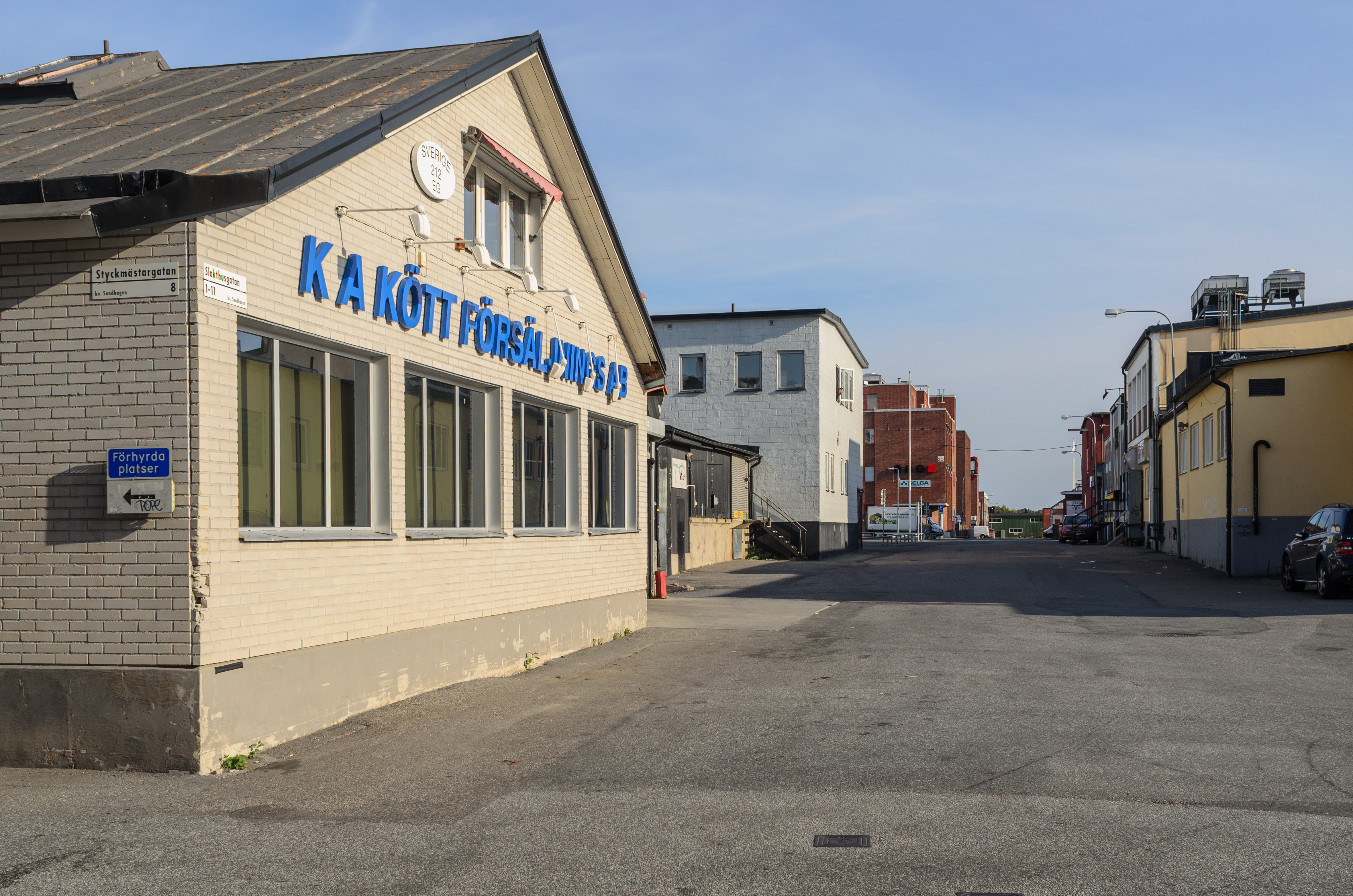
Slakthusgatan.
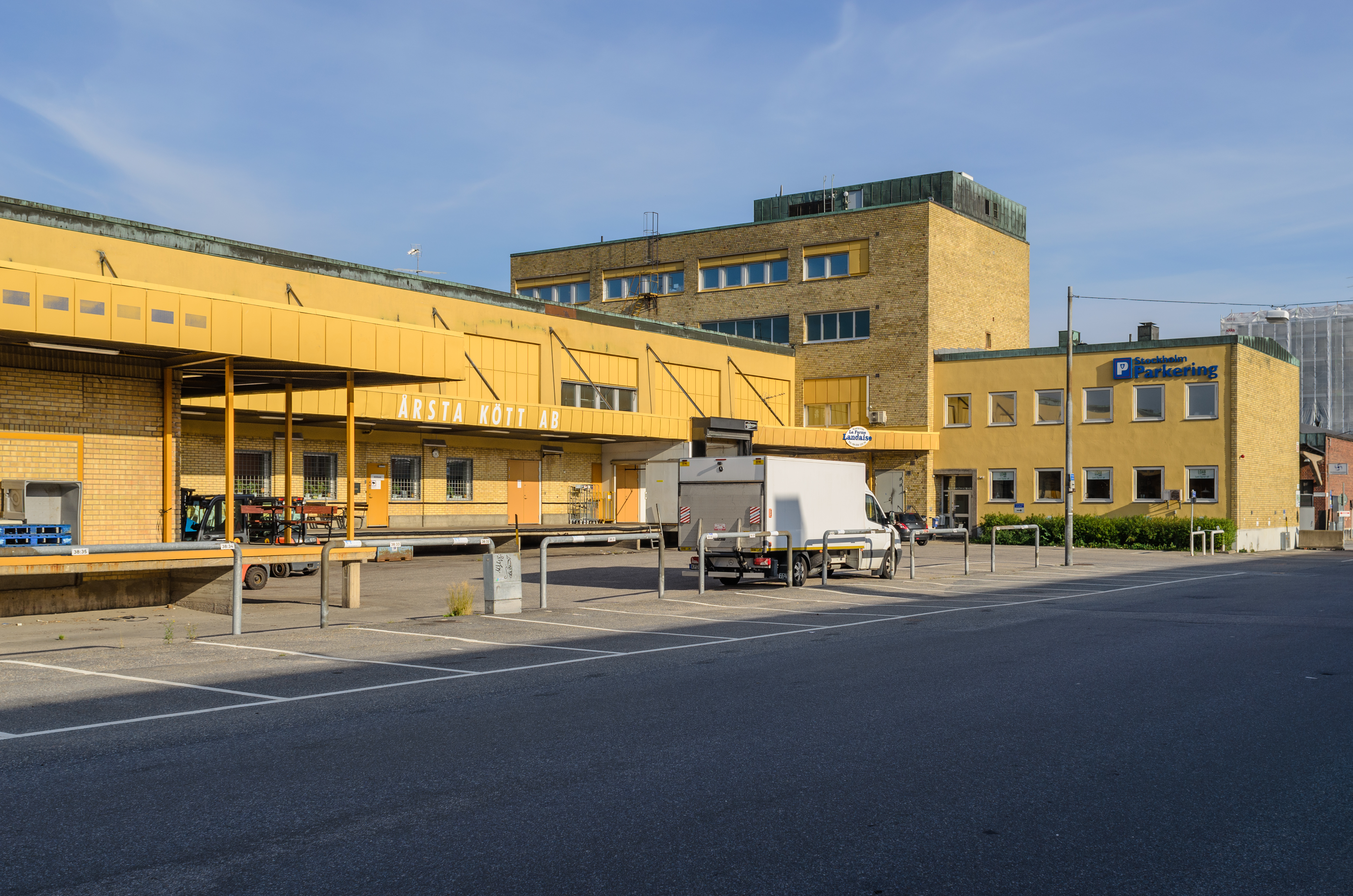
Schumachers tidigare bageri.
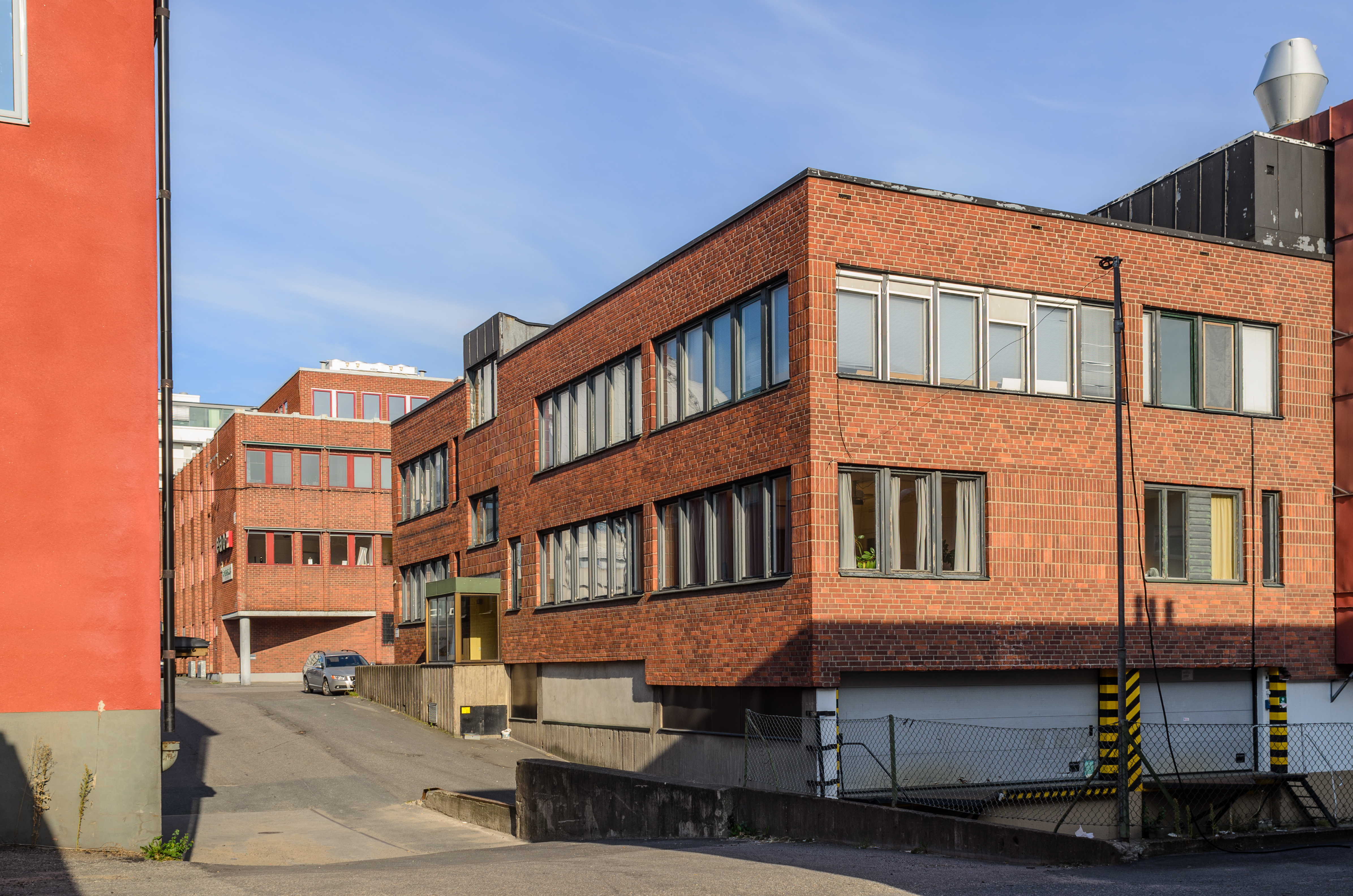
Byggnader i kvarteret Hjälpslaktaren.
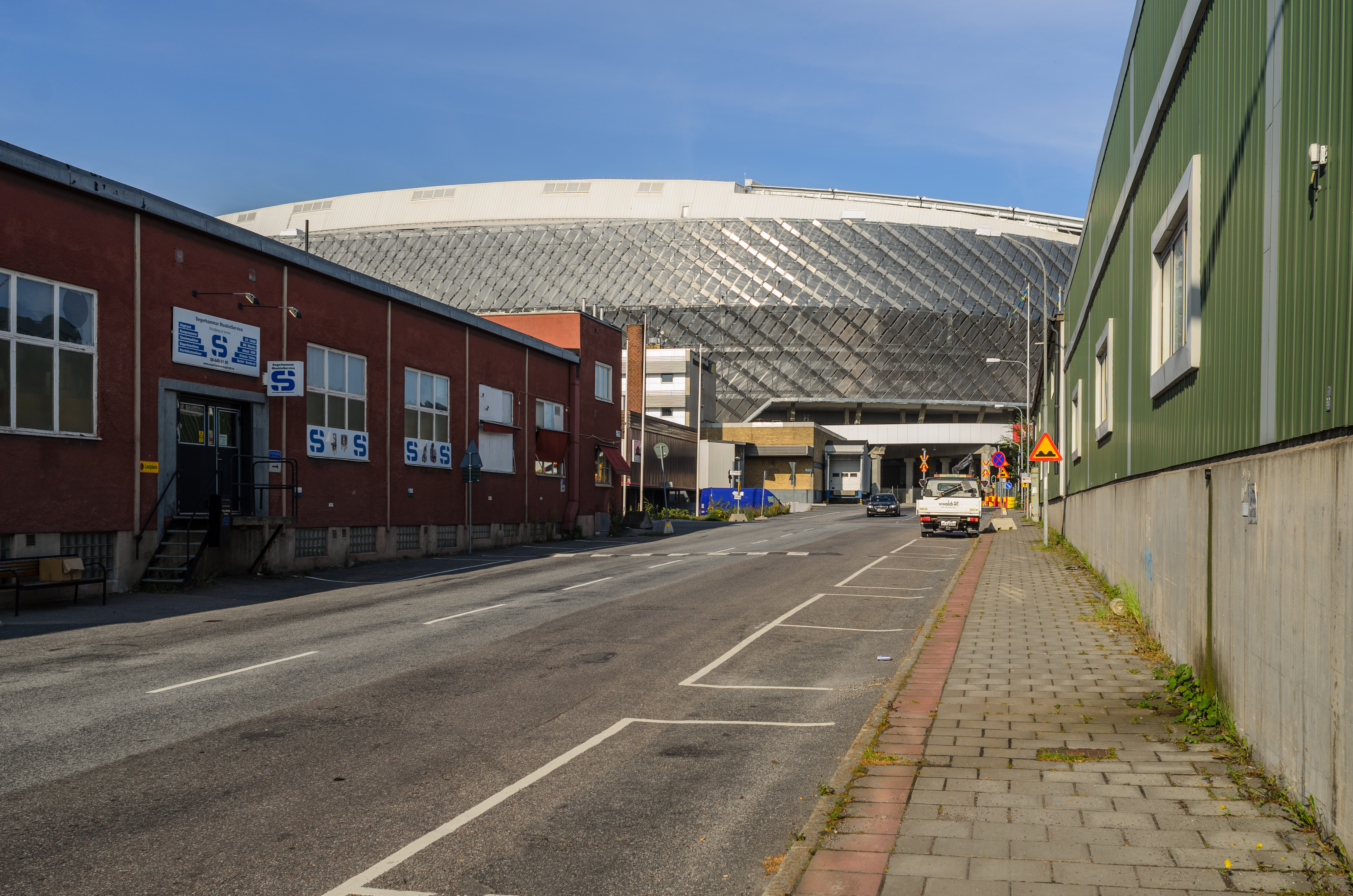
Vy mot Tele2 Arena.